# Бехтеевка (Ольшанский сельсовет)
Бехтее́вка — деревня в Задонском районе Липецкой области России. Входит в состав Ольшанского сельсовета.

## Географическое положение
Деревня расположена на Среднерусской возвышенности, в южной части Липецкой области, в южной части Задонского района, на берегах реки Кобылья Снова. Расстояние до районного центра (города Задонска) — 28 км. Абсолютная высота — 141 метр над уровнем моря. Ближайшие населённые пункты — деревня Петрово, деревня Новопокровка, село Каменка, село Большая Поляна, село Архангельское, село Малиновая Поляна, село Озёрки.

## Население
| 2010 |
| ---- |
| 8    |

По данным Всероссийской переписи, в 2010 году численность населения деревни составляла 8 человек (3 мужчины и 5 женщин).